# Pallacanestro Firenze
La Pallacanestro Firenze è stata la principale squadra di pallacanestro maschile di Firenze.

## Storia

### Pallacanestro Firenze
La Pallacanestro Firenze fu fondata il 18 agosto 1948 ed è stata per anni la principale squadra di basket del capoluogo toscano. Conosciuta anche come Ponterosso, dal nome della zona di Firenze dove storicamente si trovavano la sede e il campo di gioco, fu a lungo guidata dall'imprenditore Giuseppe Varrasi (1938-2010), figura centrale nello sviluppo del basket fiorentino. Nel 1971 ci fu la fusione con la vicina società Congre e la squadra vincendo 3 campionati in 4 anni sotto la guida di Sandro Grossi arrivò in Serie B.

La formazione della stagione 1987-88, la prima che disputò il campionato di A1

 Gli anni di maggior successo della Pallacanestro Firenze arrivarono nel decennio 1982-1992, prima sotto la presidenza di Varrasi (fino al 1988) e poi di Luciano Pedini. In quei dieci anni militò nell'allora A2 (oggi Legadue) e per quattro stagioni in Serie A1 (attuale Lega A). Nel campionato A2 1986-87, avendo conquistato la promozione, partecipò ai play off scudetto dell'A1, arrivando fino ai quarti di finale dove fu sconfitta dalla Divarese Varese.
In quegli anni il Palazzetto dello Sport fiorentino (all'epoca chiamato "PalaGiglio", l'attuale Nelson Mandela Forum) fu calcato da giocatori come John Ebeling, J.J. Anderson, Larry Krystkowiak, Clarence Kea, Renzo Vecchiato, Gigi Serafini, Piero Mandelli e dal coach Rudy D'Amico, già vincitore di una Coppa dei Campioni con il Maccabi Tel Aviv.
Dal 1992, con la retrocessione in Serie B, la Pallacanestro Firenze entrò in un periodo di declino, che porterà allo scioglimento della società nel 1995.
Gli sponsor di quegli anni furono: Kennedy (1979-82), Farrow's (1982-83), Liberti (1984-87), Neutro Roberts (1987-90), Majestic (1991-92), Acqua Panna (1992-93). Quegli dopo la rifondazione furono Everlast e Brandini Claag.

### Pool Firenze Basket
Nasce dalla scissione della Pallacanestro Affrico nel 1996 grazie al nuovo impegno di Giuseppe Varrasi, già presidente della Pallacanestro Firenze. Successivamente nel 2000-01 il Firenze Basket si accordò con il Pool Fiorentina per un ulteriore sviluppo del basket giovanile nel capoluogo fiorentino.
Dopo un periodo di rinascita che vide la squadra avanzare dalla C1 fino alla B1, il Pool Firenze Basket passa di mano nell'estate del 2004, cambiando il main sponsor con il famoso marchio statunitense Everlast, il cui licenziatario per l'Italia era il Patron Alessandro Bastagli. Ad agosto del 2008 Mr. Everlast molla tutto per seguire il progetto della nazionale Under 22 della Lega Nazionale Pallacanestro. La società, poco prima di essere messa in liquidazione, viene salvata dall'ex presidente del Pino Dragons Luca Borsetti coadiuvato da Jacopo Del Lungo e Francesco Nardi.
Nel 1995 partecipa alle Finali Nazionali Juniores a Pesaro classificandosi 8ª mentre nel 1996 è di nuovo alle Finali Nazionali Juniores di Gorizia dove si classifica 4ª ed è 6ª l'anno successivo alle Finali Nazionali Juniores di Salsomaggiore.
Il gruppo Juniores (formato da giocatori degli anni 1978/1979) partecipa nel 1997 al campionato di Serie C dopo la retrocessione dalla B2 dell'anno precedente. Si qualifica per le Finali playoff per due anni consecutivi senza ottenere la promozione. Nel 1999-2000 viene promossa in B2 e nel 2000-01 in B d'Eccellenza, categoria nella quale milita diversi anni raggiungendo i play-off nella prima stagione (eliminata 2-1 dalla Garofoli Osimo che sarebbe poi salita in Legadue). Nella stagione 2005-06 vince la regular season del girone B, ma esce poi in semifinale ancora con Osimo.
Negli anni più recenti i suoi giocatori più rappresentativi sono stati personaggi quali Shorter, Muro, Picazio e Reale, mentre dal settore giovanile sono emersi giocatori del calibro di Francesco Rotella, Francesco Pieroni, Duccio Scarselli, Daniele Mariotti, Marco Zani, Carlo Santomieri, Andrea Zerini, Michele Magini, Raffaele Camerini e Cosimo Fontani. Tra i "grandi" del basket nazionale transitati in maglia biancorossa ricordiamo Walter Magnifico, Marcelo Damião, Aniello Laezza, Stefano Attruia, Andrea Cessel, Massimiliano Monti ed Alessandro Abbio. Tra gli allenatori spiccano le 8 stagioni di Roberto Russo, con il quale la squadra approda dalla Serie C alla Serie B d'Eccellenza grazie a due storiche promozioni in due anni consecutivi.
Nelle due stagioni 2006-07 e 2007-08 ha vestito la maglia biancorossa Alessandro Abbio, senza però dare grosso apporto alla causa fiorentina per colpa di un infortunio al ginocchio che lo ha portato al ritiro.

### Nuova "Pallacanestro Firenze"
Nell'agosto 2009 il Pool Firenze Basket ripartendo dalla retrocessione in B dilettanti, cambia denominazione in Nuova Pallacanestro Firenze, recuperando, così, un nome caro a tutti gli appassionati del basket fiorentino. Nasce con l'aiuto del Comune di Firenze e la seconda squadra fiorentina, la Fiorentina Affrico, il "Progetto Basket" della città di Firenze che costituirà il nuovo punto di riferimento per il rilancio della pallacanestro nell'area fiorentina con il concorso di tutte le società che ne vorranno fare parte.
Nella stagione 2009-10, che vede il ritorno di Francesco Rotella come capitano e Francesco Puccetti alla guida della squadra, non viene raggiunto nessun particolare obiettivo. La squadra non riesce a raggiungere i play-off di B dilettanti girone C, fallendo nel tentativo di rianimare il pubblico gigliato.
Il 30 luglio 2010 ecco un nuovo sponsor a Firenze la Claag, che ridona un po' di speranze ai tifosi fiorentini, che però vedono la squadra navigare nella bassa classifica, la quale si salverà solo al secondo turno di playout.

### Brandini-Claag Firenze
Il 10 giugno 2011 la FIP ufficializza l'accettazione della richiesta per la wild card per partecipare al campionato di Divisione Nazionale A, cambia la denominazione e torna ad essere semplicemente "Pallacanestro Firenze" convertendosi in Srl sponsorizzato dalla Brandini. Durante questa stagione viene tagliato dal roster lo storico centro e capitano fiorentino Francesco Rotella. La stagione si chiude con Firenze che si piazza al penultimo posto, del proprio raggruppamento davanti alla Virtus Siena, che costringe i gigliati a giocarsi la salvezza nei play-out. Il primo turno - degli spareggi retrocessione - si svolge proprio contro Siena. Firenze vince sia gara1, al Mandela, che gara2 al Pala Mens Sana archiviando subito la pratica salvezza.
Durante l'estate 2012 la squadra si rinnova in parte, mantenendo un buon nucleo della stagione precedente e acquistando l'ala grande Daniele Casadei (da Omegna, DNA), il playmaker Mattia Caroldi (da Perugia, DNA) e la guardia/ala piccola Amir Braa (Reggio Emilia, Legadue).

Il 5 maggio 2013, alla penultima di campionato DNA, la Brandini Claag perde in casa con Casalpusterlengo ma grazie ad altri risultati conquista la salvezza matematica senza post season, che le vale la partecipazione (grazie alla futura riforma dei campionati) alla Legadue Silver. Tuttavia l'8 luglio 2013 la Pallacanestro Firenze non si iscrive alla Legadue Silver a cui aveva diritto per il mancato reperimento del budget ed un mancato accordo con l'altra società fiorentina, l'Affrico Basket militante in DNB. Così facendo lascia decadere il titolo sportivo sparendo dai campionati nazionali. Al suo posto sarà poi ripescata proprio l'Enegan Affirco.

### Pallacanestro Firenze (nuova)
Nell'estate 2022 in silenzio nasce una nuova Pallacanestro Firenze che preleva il titolo sportivo di Serie B del Pino Dragons di Firenze e costruisce una squadra per cercare la promozione in Serie A2. L'allenatore sarà Luigi Gresta mentre la società inizialmente è composta da Michele Forti Parri, vecchia conoscenza dell’epoca del basket targato Everlast e Alessandro Bastagli, che ricoprirà il ruolo di amministratore unico. Simone Lusini, procuratore sportivo, sarà invece il direttore generale. A gennaio 2023 la squadra viene ritirata dal campionato a causa di problemi economici.

## Stagioni e Roster
- 1971-72 campionato promozione Ponterosso # 1- Promossa in serie D

Roster: Busoni, R. Carlà, Zini, Zani, Nanni, Baldaccini, Cappugi, Coli, Fragiacomo, Passiatore, Grappolini, All: Busoni
- 1972-73 Serie D Ponterosso - Regular season: # ?

Roster: Falsini, D'Agostini C,  Carlà R, Billi, Neri, Busoni, Nanni, Pasquini, Solazzi, Zani, Zini, All: Grossi
- 1973-74 serie C Ponterosso # 1- Promossa in serie C

Roster: Falsini, D'Agostini C,  Carlà R, Carlà V, Grasso, Gasti, Busoni, Nanni, Pasquini, Paludi, Caruso, Solazzi, Zani, Zini, All: Grossi
- 1974-75 serie C Ponterosso - Regular season: # 1 Promossa in B

Roster: Falsini, D'Agostini C,  Carlà R, Carlà V, Labardi, Gasti, Gabelli, Nanni, Agnoloni, Paludi, Caruso, Fronzoni, Squilloni, Graziani, Pinza, Zani, Zini, Cirillo, All: Grossi
- 1975-76 serie B Ponterosso - Regular season: #  Retrocessa in C

Roster: Falsini, D'Agostini C,  Carlà R, Carlà V, Labardi, Grasso, Gabelli, Bartoli, Sgarzi, Paludi, Agnoloni,  Calamai, Zani,  All: Grossi
- 1976-77 serie C Ponterosso - Regular season: #

Roster: Falsini, Grazzini, Passoni, Mariotti, Labardi, Grasso, Bartoli, Paludi, Agnoloni, Squilloni All: Questi
- 1977-78 serie C Ponterosso - Regular season: #

Roster: Ghiacci, Grazzini, Devetag, D'Agostini F, Labardi, Grasso, Bartoli, Paludi, Zani, Giorgi All: Nicola Salerni
- 1979-1980 Serie C1 Girone E KENNEDY Ponterosso Firenze - Regular season: # 1- Promossa in serie B

Roster: Goracci, Pecora, D'Agostini F, Ruotolo, Paludi, Lazzeri, Sesoldi, Giorgi, Martinuzzi, Fabris. All. Salerni
- 1980-81 Serie B Girone C KENNEDY Ponterosso Firenze - Regular season: # 6 - Poule promozione (Girone B):

Roster: D'Agostini F, Paludi, Lazzeri, Sesoldi, Giorgi,  Fabris, Fantechi, Zonta, Veronelli, Manneschi, Patrignani All: Salerni
- 1981-82 Serie B Girone B KENNEDY Ponterosso Firenze - Regular season: # 2 - Promossa in Serie A2

Roster: F. D'Agostini,  De Cinti,  Paludi, Lazzeri, Ceccherini, Sesoldi,  Giorgi,  Fabris,  Dordei,  Giunti All: Salerni.
- 1982-83 Serie A2 J.D. FARROW'S Ponterosso Firenze - Regular season: # 16 - Retrocessa in B1

Roster: Duccio Viligiardi, Leonardo De Cinti, Simone Cencetti, Riccardo Paludi, Francesco D'Agostini, Marco Formigli, Vito Fabris, Davide Turel, Vittorio Giunti, Daniele Giorgi, Giulio Dordei, Marco Marchini, Rick Hunger (tagliato), John Grochowalski, Jim Chones. All.: Nicola Salerni (da nov. 1982 Nico Messina) http://web.legabasket.it/team/218/ Archiviato il 7 novembre 2013 in Internet Archive.

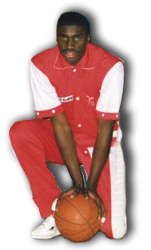
J.J. Anderson nel 1985 in maglia Liberti Firenze

- 1983-84 Serie B Girone A Pallacanestro Firenze - Regular season: # 7

Roster: Musetti, D'Agostini F, Giusti, Paludi, Spizzichini, Giorgi, Meli, Lazzeri, Cencetti, Marchini, Dolfi. All.: Gianni Zappi
- 1984-85 Serie B Girone B LIBERTI Pall. Firenze - Regular season: # 1 - Vince contro Desio ai Play Off - Promossa in Serie A2

Roster: Daniele Giommi, Roberto Natalini, Alberto Ceccherini, Daniele Fortunato, Gigi Serafini, Fabrizio Ercolini, Nicola Morini, Francesco Varrasi, Roberto Giusti, Riccardo Mazzoleni, Michele Patrignani All.: Gianni Zappi Vice All.: Carmine Scano
- 1985-86 Serie A2 LIBERTI Pallacanestro Firenze - Regular season: # 10

Roster: Non Patrignani, Francesco Varrasi, Piero Valenti, Gigi Serafini, Roberto Natalini, Nicola Morini, Giuseppe Merli, Piero Mandelli, Roberto Giusti, Fabrizio Ercolini, Yommi Sangodeyi, John Ebeling, J.J. Anderson. All.: Gianni Zappi (dal dic. 1985 Rudy D'Amico) vice all. Carmine Scano
- 1986-87 Serie A2 LIBERTI Pallacanestro Firenze - Regular season: # 2 - playoff scudetto: fuori ai quarti - Promossa in A1

Roster: Leonardo Vitellozzi, Francesco Varrasi, Piero Valenti, Nicola Morini, Piero Mandelli, Simone Leo, Roberto Giusti, Valerio Binotto, Massimo Bini, Stefano Andreani, Phil Hicks, John Ebeling, J.J. Anderson, Francesco Varrasi. All.: Rudy D'Amico Vice All.: Carmine Scano
- 1987-88 Serie A1 NEUTROROBERTS Pallacanestro Firenze - Regular season: # 13 - Retrocessa in A2

Roster: 4 Angelo Giorgi (dal 17/04/1988 al 24/04/1988), 5 Nicola Morini (fino al 30/03/1988), 6 Piero Mandelli, 7 Fabrizio Valente, 8 Piero Valenti, 9 Gherardo Soresina (dal 13/04/1988 al 13/04/1988), 11 Leonardo Sonaglia, 12 Stefano Andreani, 14 Massimo Bini, 15 Donald Reese (dal 29/11/1987), 15 Larry Krystkowiak (fino al 08/11/1987), 16 Fabrizio Ercolini (dal 18/10/1987), 18 J.J. Anderson, 19 Leonardo Vitellozzi (dal 03/04/1988 al 10/04/1988), 20 Michele Zeno. All.: Rudy D'Amico Vice All.: Carmine Scano
- 1988-89 Serie A2 NEUTROROBERTS Pallacanestro Firenze - Regular season: # 3 - Promossa in A1

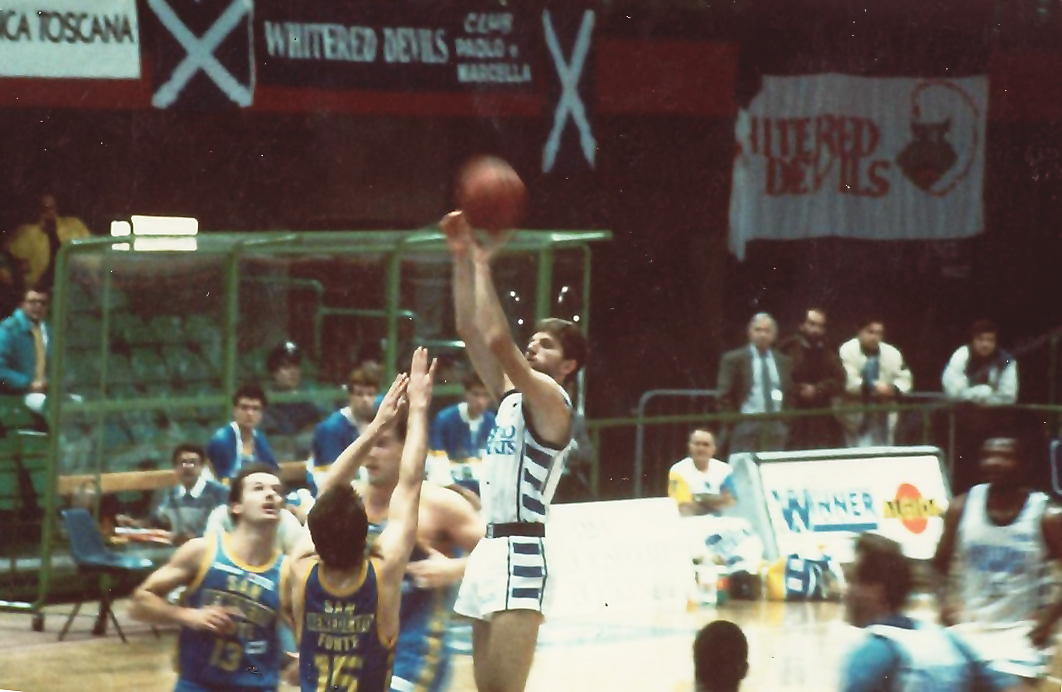
Azione di gioco, Piero Mandelli al tiro con la maglia della Neutro Roberts Firenze

Roster: J.J. Anderson, Stefano Andreani, Valerio Binotto, Clarence Kea, Piero Mandelli, Fabrizio Miserocchi, Nicola Morini (dal 18/12/1988), Leonardo Sonaglia, Piero Valenti, Leonardo Vitellozzi (dal 04/12/1988), Luigi Corvo (fino al 18/05/1989), Massimo Petracchi (dal 05/03/1989 al 05/03/1989),Christian Ferrario, Marco Bergonzoni (fino al 23/11/1988). All.: Rudy D'Amico Vice all.: Paolo Petruzzelli
- 1989-90 Serie A1 NEUTROROBERTS Pallacanestro Firenze - Regular season: # 14

Roster: J.J. Anderson, Stefano Andreani, Leonardo Sonaglia, Clarence Kea, Piero Mandelli, Simone Leo, Roberto Giusti, Simone Silvino, Renzo Vecchiato, Piero Valenti, Massimo Petracchi (dal 15/10/1989 al 13/05/1990), Fabrizio Ercolini (dall'11/02/1990 al 25/03/1990), Michele Gregoris (dal 29/10/1989 al 04/02/1990), Gianluca Toracca (dal 21/01/1990 al 04/02/1990), Christian Ferrario, David Farinon (dal 28/01/1990 al 28/01/1990). All.: Rudy D'Amico
- 1990-91 Serie A1 Pallacanestro Firenze - Regular season: # 16 - Retrocessa in A2

Roster: J.J. Anderson, Franco Boselli, Luigi Corvo, Fabrizio Ercolini (dal 24/03/1991), Riccardo Esposito, Clarence Kea, Piero Mandelli, Piero Valenti, Renzo Vecchiato, Leonardo Vitellozzi, Massimo Petracchi (dal 18/11/1990 al 24/03/1991), David Farinon (dal 10/02/1991 al 17/03/1991), Leonardo Mariotti (dal 03/03/1991 al 17/03/1991), Stefano Andreani (dal 21/11/1990 al 24/02/1991), Gianluca Toracca (dal 27/01/1991 al 27/01/1991), Nicola Morini (fino all'11/11/1990). All.: Rudy D'Amico (da dic. 1990 Marco Calamai)
- 1991-92 Serie A2 MAJESTIC Pallacanestro Firenze - Regular season: # 12

Roster: Franco Boselli, Luigi Corvo, Leon Douglas (dal 21/03/1992), Riccardo Esposito, Piero Mandelli, Leonardo Mariotti (dal 01/12/1991), Todd Mitchell, Nicola Morini, Massimo Petracchi (dal 27/10/1991), Leonardo Vitellozzi, David Farinon (fino al 29/03/1992), Tito Horford (dal 08/03/1992 al 15/03/1992), Lorenzo Strazzulla (dal 08/03/1992 al 15/03/1992), Winfred King (fino al 01/03/1992), Giuseppe Tarricone (dal 03/11/1991 al 08/12/1991), Fabio Masetti (fino al 10/11/1991), Gianluca Toracca (dal 13/10/1991 al 13/10/1991). All.: Marco Calamai
- 1992-93 Serie A2 PANNA Pallacanestro Firenze - Regular season: # 15 - Retrocessa in B1

Roster: Andrea Blasi, Gianluca Castaldini, David Farinon (dal 04/10/1992), Eric Leckner (dal 22/11/1992), Leonardo Mariotti, Fabio Morrone, Nicola Morini, Stefano Talevi, Henry Turner (dall'11/10/1992), Leonardo Vitellozzi, Simone Meoni (dal 21/02/1993 al 21/02/1993), Lorenzo Strazzulla (fino al 31/01/1993), Massimo Petracchi (dal 03/01/1993 al 24/01/1993), Winfred King (dal 23/10/1992 al Maccabi), Enrico Galli (dal 18/10/1992 al 18/10/1992), Chucky Brown (fino al 04/10/1992). All.: Marcello Perazzetti (da dic. 1992 John Fultz). Vice All.: Maurizio Sarti e Giampaolo Marchini.
- 1993-94 Serie B1 Pallacanestro Firenze - Regular season: # 4 - Eliminata finale playoff

Roster: Fabrizio Miserocchi, Luigi Corvo, Pierluigi Portesani, Leonardo Mariotti, Stefano Tosi, Leonardo Vitellozzi, Matteo Totaro, Davide Farinon, Simone Meoni All.: Eugenio Dalmasson Vice All.: Franco Ciani e Giampaolo Marchini.
- 1994-95 Serie B1 Pallacanestro Firenze - Regular season: # ? - Retrocessa in B2 ai playout

Roster: Francesco Braccagni, Leonardo Mariotti, Massimo Petracchi, Nicola Morini, Davide Farinon, Simone Meoni, Lorenzo Strazzulla (fino a Dic 1994), Toracca, Moffa, Duccio Scarselli, Marco Cisbani, Vanni Bechelli, Alessandro Melani.
Allenatore: Tommei (esonerato a novembre), Marco Calamai. Vice all.: Lorenzo Naldi e Giampaolo Marchini.
- 1997-98 Serie C1 Basket Firenze - Regular season: # ?

Roster: Francesco Rotella, Francesco Pieroni, Duccio Scarselli, Andrea Evangelisti, Marco Cisbani, Nicola Toppino, Simone Cascavilla. All.: Vangelisti
- 1998-99 Serie C1 Basket Firenze - Regular season: # ?

Roster: Francesco Rotella, Francesco Pieroni, Duccio Scarselli, Andrea Evangelisti, Filippo Taiti, Marco Cisbani, Nicola Toppino, Nicola Morini.
All.: Roberto Russo
- 1999-00 Serie C1 EMMEGEL Firenze - Regular season: # 1 - Promossa in B2

Roster: Francesco Rotella, Francesco Pieroni, Duccio Scarselli, Andrea Evangelisti, Pietro Cozzi, Jacopo Danese, Nicola De Simone, Filippo Taiti, Guido Baccelli, Matteo Calviani, Luca Faravelli, Simone Masi, Matteo Puccini, Gabriele Zuri.
All.: Roberto Russo Vice All.: Daniele Cacciatore e Lorenzo Formica
- 2000-01 Serie B2 GRIFOGEST Firenze - Regular season: # 1 - Promossa in B1

Roster: Alessandro Michelon, Graziano Cavazzon, Ignacio Ochoa, Pietro Michelacci, Marco Capecchi, Francesco Rotella, Francesco Pieroni, Duccio Scarselli, Andrea Evangelisti, Pietro Cozzi, Jacopo Danese, Nicola De Simone.
All.: Roberto Russo Vice All.: Lorenzo Formica
- 2001-02 Serie B1 girone A GRIFOGEST Firenze - Regular season: # 8 - playoff: fuori ai quarti

Roster: 4 Pietro Michelacci, 5 Alessandro Michelon, 6 Alberto Angiolini, 7 Marco Zani, 8 Duccio Scarselli, 9 Graziano Cavazzon, 10 Andrea Mariani, 11 Francesco Pieroni, 12 Alberto Vettorelli, 13 Massimiliano Spigaglia, 14 Francesco Rotella, 15 Filippo Volpato, 16 Marco Capecchi, 18 Marco Prayer.
All.: Roberto Russo Vice All.: Cristiano Forti e Lorenzo Formica
- 2002-03 Serie B1 girone A Firenze Basket - Regular season: # 14 - playout: salva in semifinale

Roster: Gianluca «DJ» De Ambrosi, Daniele Soro, Filippo Volpato, Alberto Angiolini, Massimo Cotugno (da gen. 2003 ad Argenta), Marco Zani, Marco Prayer, Francesco Pieroni, Pietro Michelacci, Francesco Rotella, Duccio Scarselli, Giovanni Rugolo, Daniele Mariotti, Marco Capecchi, Filippo Taiti, Carlo Santomieri, Alessandro Garuglieri, Nicola Ogliaro. All.: Massimo Bianchi (poi Federico Tintori). Vice All.: Lapo Salvetti
- 2003-04 Serie B1 girone B Firenze Basket [da marzo 2004 EVERLAST Firenze] - Regular season: # 14 - playout: salva in semifinale

Roster: 4 Marco Prayer, 5 Daniele Mariotti, 6 Walter Magnifico (da feb. 2004 a Rieti), 7 Marco Zani, 8 Alessandro Muzio, 9 Maurizio Pedrazzini, 10 Eros Buratti, 11 Fabio Liberatori (da gen. 2004 a Roma), 12 Lorenzo Dolfi (da gen 2004 ad Aprilia), 12 Luca Indrio, 14 Francesco Rotella, 18 Max Lo Savio (da feb. 2004 da Casale M.), 19 Gianni Grobberio, 20 Luca Dalla Vecchia.
All.: Lapo Salvetti (da gen. 2004 Roberto Russo). Vice All.: Lorenzo Formica
- 2004-05 Serie B1 girone B EVERLAST Firenze - Regular season: # 4 - playoff: fuori ai quarti

Roster: 4 Daniele Mariotti, 5 Christian Mayer, 6 Michele Filippi, 7 Pierpaolo Picazio, 9 Maurizio Pedrazzini, 10 Alessandro Michelon, 11 Marco Zani, 12 Maximiliano Reale, 14 Francesco Rotella, 15 Pietro Bianchi (da feb. 2005 da Rieti), 18 Brian Shorter, 20 Aniello «Nello» Laezza (da dic. 2004), Jacopo Calamai, Cristiano Mastrantoni, Luca Indrio.
All.: Roberto Russo. Vice All.: Massimiliano Giannoni
- 2005-06 Serie B1 girone B EVERLAST Firenze - Regular season: # 2 - playoff: fuori in semifinale. [collegamento interrotto]

Roster: 4 Alejandro Muro, 5 Diego Zivic, 6 Michele Magini, 7 Pierpaolo Picazio, 8 Giuseppe D'Iapico, 9 Nicolás Stanic, 10 Alessandro Michelon, 11 Stefano Scrocco, 12 Marcelo Damião, 13 Andrea Zerini, 14 Francesco Rotella, 15 Stefano Attruia (da feb. 2006 da Reggio Emilia), 16 Raffaele Camerini, 18 Brian Shorter, 19 Andrea Cessel (da feb 2006 da Veroli), 20 Diego Alpi.
All.: Roberto Russo. Vice All.: Francesco Puccetti

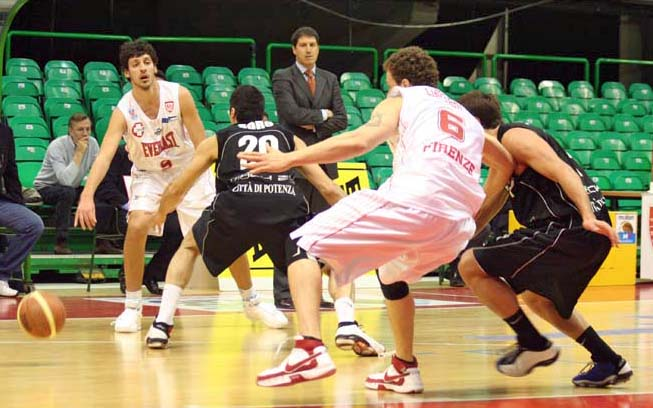
Azione di gioco, Firenze vs. Potenza, Lagioia passa a Liburdi in post basso; sullo sfondo coach Marco Rota Stagione B1 2007/08

- 2006-07 Serie B1 girone B EVERLAST MABO Firenze - Regular season: # 6 - playoff: fuori ai quarti. [collegamento interrotto]

Roster: 4 Michele Magini, 5 Riccardo Santolamazza, 6 Cosimo Fontani, 7 Alessandro Abbio, 8 Federico Bolzonella (da gen. 2007 da Novara), 9 Nicolás Stanic, 10 Costantino Cutolo, 11 Stefano Scrocco, 13 Paolo Monzecchi, 14 Riccardo Quaglia, 15 Massimiliano Monti, 18 Brian Shorter, 19 Fabio Marcante, 20 Fabio Vignando, .
All.: Roberto Russo (da dic. 2006 Giulio Cadeo). Vice All.: Francesco Puccetti
- 2007-08 Serie B1 girone B EVERLAST Firenze - Regular season: # 13 - playout: salva in finale.

Roster: 4 Riccardo Camerini, 5 Maurizio Cohen, 6 Mauro Liburdi, 7 Cosimo Fontani, 8 Davide Poltroneri, 9 Andrea Lagioia, 10 Costantino Cutolo, 11 Nicolás Stanic, 12 Alessandro Abbio, 13 Paolo Monzecchi, 14 Luca Ianes (da gen. 2008 a Ferentino), 15 Massimiliano Monti, 16 Raffaele Camerini, 17 Nicola Mei, 18 Simone Marchini, 19 Niccolò Cioni, 20 Fabio Vignando, Matteo Venturini.
All.: Andrea Da Prato (da feb. 2008 Marco Rota). Vice All.: Francesco Puccetti
- 2008-09 Serie A dilettanti girone B SMARThouse Mabo Firenze - Regular season: # 14 Retrocessa direttamente in B Dilettanti

Roster: 4 Patrizio Verri, 5 Maurizio Cohen, 7 Stefano Mercante, 8 Alessandro Romboli, 9 Simone Cortesi, 10 Luca Colombo, 11 Nicola Bonsignori, 13 Michele Novi, 14 Giuseppe Capuano (fino a dicembre 2008), 16 Davide Andreaus, 17 Tommaso Carlà, 18 Matteo Venturini, 19 Tommaso Giannetti, 20 Massimiliano Bosio (ad Acireale da dicembre 2008), Luca Bertolini (da dicembre, 2008 da Pavia).
All.: Gianni Lambruschi (esonerato a gen.2009). Vice All.: Francesco Puccetti (allenatore da gen.2009) e Lapo Salvetti.
- 2009-10 Serie B dilettanti girone C Nuova Pallacanestro Firenze - Regular season: # 10 [collegamento interrotto]

Roster: 5 Gabriele Romeo Bianchini, 6 Tommaso Giannetti, 7 Alessio Paci, 8 Simone Marchini, 9 Niccolò Cioni, 10 Andrew Rath, 11 Andrea Galli, 12 Pietro Barreca, 13 Andrea Fiorio, 14 Francesco Rotella, 15 Carlo Santomieri, 19 Marco Zanussi.
All.: Francesco Puccetti, Vice Lapo Salvetti.
- 2010-11 Serie B dilettanti girone A CLAAG Firenze - Regular season: # 11 salva ai playout

Roster: 4 Simone Marchini, 5 Mauro Graviano, 7 Andrea Galli, 6 Massimiliano Sanna, 8 Alberto Ganis, 9 Niccolò Cioni, 10 Andrew Rath, 11 Francesco Pieroni, 12 Federico Scarpa, 14 Francesco Rotella, 15 Carlo Santomieri, 18 Matteo Russo, 19 Pietro Barreca.
All.: Francesco Puccetti (esonerato a gennaio 2011) e Marco Aprea.
- 2011-12 Divisione Nazionale A Brandini-Claag Firenze - Regular season: # 5/6 conference Nord Est - salva playout

Roster: Andrea Giampaoli, Dario Scodavolpe, Massimiliano Sanna, Francesco Rotella (fino a dic. 2011), Carlo Santomieri, Stefano Rabaglietti, Alessandro Amici, Stefano Spizzichini, Andrea Capitanelli, Diego Monaldi, Simone Fabiani (tagliato a gen.2012), Federico Bellina (da genn. 2012), Davide Lamma (da febb. 2012).
All.: Riccardo Paolini Vice All.: Lapo Salvetti.
- 2012-13 Divisione Nazionale A Brandini-Claag Firenze - Regular season: # 9 - (non disputa post season, qualificata alla Legadue Silver)

Roster: Andrea Giampaoli, Massimiliano Sanna, Stefano Rabaglietti, Stefano Spizzichini, Andrea Capitanelli, Mattia Caroldi, Amir Braa (tagliato a gennaio 2013), Daniele Casadei, Vieri Marotta, Lorenzo Galamarini, Michele Magini (da gennaio 2013).
All.: Riccardo Paolini Vice All.: Lapo Salvetti.
- 2022-23 Serie B Dilettanti girone C -  Pallacanestro  Firenze - Regular season: # da disputare

Roster: Franko Bushati, Lorenzo Passoni, Marco Laganà, Marco Venuto, Klaudio Ndoja, Marco Di Pizzo, Riccardo Castelli, Giulio Giannozzi, Alessio Mazzotti, Scott Nnabuife. All. Luigi Gresta, vice Simone Lilli